# Nancy Stepan
Nancy Leys Stepan (Inverness, 31 de agosto de 1939) é uma historiadora especializada em história da ciência na América Latina e no Brasil.

## Vida
Stepan se formou no Somerville College e se tornou doutora na Universidade da Califórnia em 1971. Ela é conhecida por suas pesquisas sobre história da medicina latino-americana, eugenia e saúde pública. Ela é Professora Emérita da Universidade de Columbia. Também já lecionou para Yale, Oxford, e na Universidade Centro-Europeia.
Trabalhou com jornalismo científico.

## Publicações
- A ideia de raça na ciência: Grã-Bretanha, 1800-1960. Macmillan, Londres 1982
- A hora da eugenia: raça, gênero e nação na América Latina. Cornell University Press, Ithaca 1991
- Princípios da ciência brasileira: Oswaldo Cruz, pesquisa e política médica, 1890-1920. Publicações de História da Ciência, Nova York 1976
- Retratando a natureza tropical. Cornell University Press, Ithaca 2001